# Hélicase du VHC
L'hélicase du VHC est une protéine non structurelle du virus de l'hépatite C. Il s'agit d'une hélicase formée par la partie C-terminale de la protéine NS3. Cette protéine se déplace le long d'un brin d'ARN ou d'ADN permet d'en séparer le brin complémentaire (d'ARN ou d'ADN) et les protéines liées. Son rôle au cours du cycle de réplication virale n'est pas connu.

## Référence
David N Frick, « Chapter 7: HCV Helicase: Structure, Function, and Inhibition » (lire en ligne), Seng-Lai Tan, Hepatitis C Viruses: Genomes and Molecular Biology, 2006,  (ISBN 978-1-904933-20-5) (lire en ligne)